# Žďár (Píseki járás)
Žďár település Csehországban, Píseki járásban. Žďár Paseky, Tálín, Protivín és Všemyslice településekkel határos. Lakosainak száma 253 fő (2024. január 1.).

## Népesség
A település lakosságának változását az alábbi diagram mutatja:
| Lakosok száma | 857  | 825  | 817  | 490  | 305  | 228  | 251  | 253  | 251  | 253  |
|               | 1869 | 1890 | 1921 | 1950 | 1980 | 2001 | 2017 | 2019 | 2022 | 2024 |